# Magdalena Barile

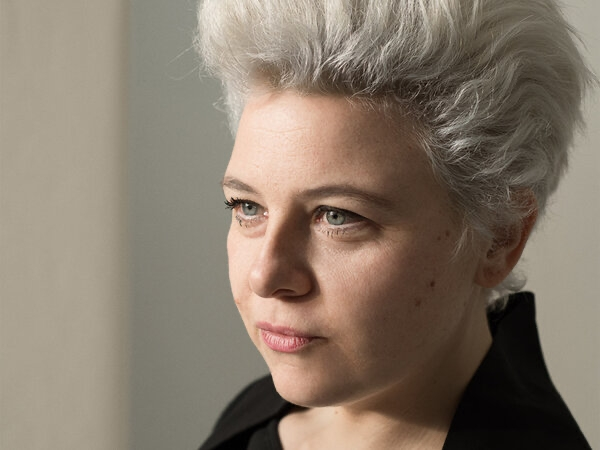
Magdalena Barile

Magdalena Barile (Monticelli d'Ongina, 19 novembre 1978) è una drammaturga e sceneggiatrice italiana.

## Biografia
Originaria della provincia di Piacenza, vive, studia e lavora a Milano. Si diploma alla Scuola di Teatro Paolo Grassi di Milano in scrittura drammaturgica sotto la guida di Renata M. Molinari.
L’esordio sulla scena milanese è il testo "Lait" scritto per Milutin Dapcevic e Federica Fracassi, diretto da Renzo Martinelli (Teatro i, 2008). Alterna la carriera di sceneggiatrice televisiva (L'Albero Azzurro, Camera Café, Affari di Famiglia) a quella di autrice teatrale, collaborando con diverse compagnie italiane della scena contemporanea. I suoi testi sono tradotti in inglese, russo, francese e catalano.
Svolge attività di mediazione culturale legate alla drammaturgia contemporanea svolgendo il ruolo alternato di relatore e ospite a eventi e festival di letteratura e teatro. Dal 2014 collabora con il "Festivaletteratura" di Mantova per una sezione speciale legata alla scrittura in scena.
Insegna scrittura teatrale e audiovisiva in diverse scuole nazionali, tra cui la Scuola di Teatro Paolo Grassi, Scuola Holden, IED - Istituto Europeo di Design, Scuola di Scrittura Belleville.

## Teatrografia - Collaborazioni
- Teatro i (Milano), Manuel & Miranda (2007), Lait (2008)[3]
- Compagnia Animanera (Milano), Fine Famiglia (2010)[4], Senza Famiglia (2011)[5], Piombo (2012)[6], la Moda e la Morte (2014)[7], Un altro Amleto, testo finalista Premio Hystrio (2014)[8], M8, Progetto collettivo su Milano (2019)[9]
- Compagnia In Balia (Napoli), Piccoli pezzi, liberamente ispirato a "Le particelle elementari" di M. Houellebecq (2011)[10]
- Compagnia Accademia degli Artefatti (Roma), One day (2012)[11], Gli Orazi e Curiazi (2014)[12], Fatzer Fragment / Getting lost faster da B. Brecht produzione Teatro Stabile di Torino & Volksbuhne Berlino[13]
- Compagnia Murmuris / Attodue (Firenze), Il Migliore dei Mondi Possibili (2016)[14], Le Api Regine (2018)[15]
- Compagnia Motus (Rimini, Mondo), Raffiche / Machine (Cunt) Fire, una riscrittura al femminile di Splendid’s di Jean Genet, presentata alla Biennale Teatro (2016)[16].
- Compagnia Charioteer (Scozia), Light Killer, Presentato al Festival di Edimburgo e Piccolo Teatro Studio di Milano (2016)[17]
- Compagnia Verdastro Della Monica (Firenze), Partecipa al progetto Satyricon (2012)[18]
- Compagnia Asterlizze Teatro - Federico Manfredi, Alba Porto, Christian De Filippo (Torino) Manuel & Miranda (2016)
- Associazione Liberty (Bologna), Rosa Conchiglia (2018)[19]
- Compagnia Le Brugole (Milano), Cosa beveva Janis Joplin? (2018)[20]
- Compagnia Mulino di Amleto (Torino), Senza Famiglia (2018), spettacolo finalista al Premio Scenario.[21]
- Compagnia Teatro Magro (Mantova) Il Rito 2 (2019)[22]
- Compagnia Teatro in Mostra (Como), Barbablù 2.0  (2016)[23], Il Divorzio (2018)[24], Like (2020)[25]
- Il migliore dei mondi possibili, regia di Michele Di Giacomo, Produzione Elsinore Teatro (Aprile 2021)[26]
- Gentleman Anne, regia di Elena Russo Arman, debutta al Festival lecite/visioni - storie lgbt (Maggio 2021)[27]

## Televisione
- L’Albero Azzurro, RAI, Autrice e sceneggiatrice (2003-2010)
- Camera Café, Magnolia Produzione, Autrice e sceneggiatrice (2005-2009, 2015-2017)
- Affari di Famiglia, RSI Radiotelevisione della Svizzera Italiana, Autrice e sceneggiatrice (2008-2015)
- Bye Bye Cindarella, La5, Autrice e sceneggiatrice (2013-2014)
- Papà Blog, RSI Radiotelevisione della Svizzera Italiana, Autrice e sceneggiatrice (2015-2017)

## Pubblicazioni
- One day, finalmente vivere servirà a qualcosa, ed. Titivillus, 2010, ISBN 9788872183137
- Lait, ed. Libreria degli Scrittori, 2015, ISBN B00T85AINC
- Italia-Svezia 2-2, ed. Titivillus, 2016, ISBN 9788872184127
- Gentleman Anne e altre pièce femministe, ed. VandA Edizioni, 2022, ISBN 9788868994471